# Institut d'astrophysique de Paris

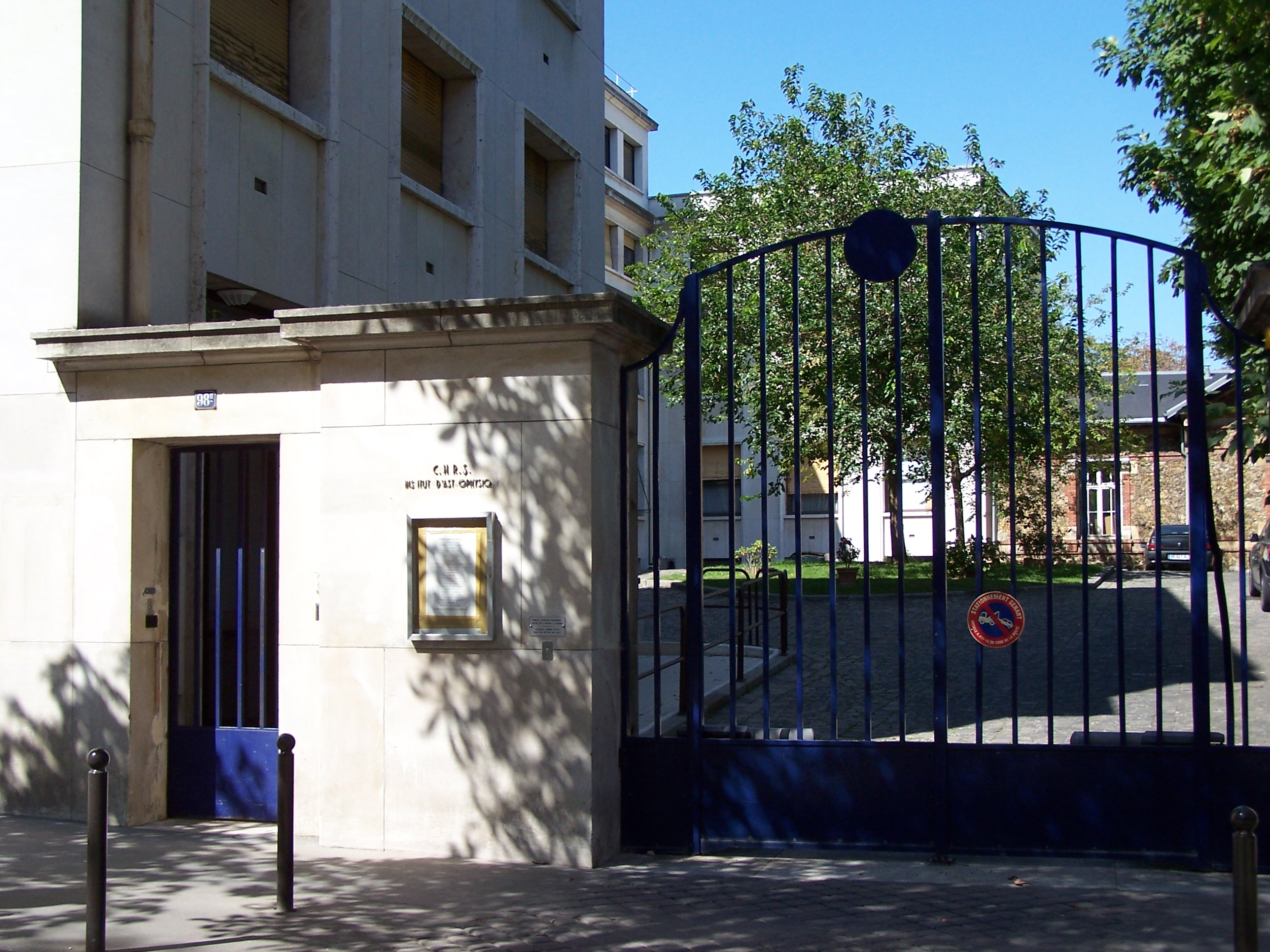
L'edificio principale dell'IAS

L'Institut d'astrophysique de Paris (IAS) è un istituto di ricerca a Parigi, Francia. L'istituto fa parte della Sorbonne Université ed è collegato al CNRS. Si trova a Parigi, vicino all'Osservatorio di Parigi. L'IAP è stata fondata nel 1936 dal Ministero dell'Istruzione francese sotto Jean Zay.

## Ricercatori famosi
- Daniel Chalonge, un astronomo e astrofisico francese
- André Lallemand, un astronomo francese